# Hjalmar Hjorth
Johan Hjalmar Hjorth, född 10 november 1852 i Östhammar, död 26 september 1949 i Stockholm, var en svensk skolman. Han var far till arkitekten Ragnar Hjorth. 
Hjorth blev filosofie kandidat vid Uppsala universitet 1881 och filosofie licentiat 1885. Han var lärare i Beskowska skolan 1887–1903, i Stockholms borgarskola 1887–91, adjunkt i svenska, tyska och engelska vid Kungsholmens realskola i Stockholm 1902–19. Han förespråkade vad han kallade "imitativa" undervisningsmetoder. Han utgav läro- och läseböcker i tyska och är framför allt känd för den tyska grammatik som senare utgavs i omarbetning av Sven Lide.